# (546) Геродиада
(546) Геродиада (лат. Herodias) — астероид главного пояса, который принадлежит к спектральному классу T. Он был открыт 10 октября 1904 года немецким астрономом Паулем Гёцем в Гейдельбергской обсерватории и назван в честь Иродиады, внучки Ирода Великого.